# Persone di nome Geoffrey
| Questa pagina contiene informazioni ricavate automaticamente dalle voci biografiche con l'ausilio del template Bio e di un bot. L'aggiornamento è periodico e automatico e ricostruisce completamente la pagina. Se manca una persona in questa lista, sei pregato di non aggiungerla, ma accertati piuttosto che la sua voce biografica contenga il template Bio e che i dati anagrafici siano correttamente compilati. Se il template Bio manca, inseriscilo tu stesso o, in alternativa, metti l'avviso {{tmp\|Bio}} che ne segnala la mancanza. Se i dati riportati sono sbagliati, correggi direttamente la voce biografica; le modifiche saranno visibili in questa lista entro pochi giorni. Per chiarimenti vedi il progetto antroponimi. La lista contiene solo le 150 persone che sono citate nell'enciclopedia e per le quali è stato implementato correttamente il template Bio. Pagina aggiornata al 16 ott 2024. |

Questa è una lista di persone presenti nell'enciclopedia che hanno il prenome Geoffrey, suddivise per attività principale.

## Allenatori di calcio(5)
- Geoff Horsfield, allenatore di calcio e ex calciatore inglese (Barnsley, n. 1973)
- Geoffrey Jourdren, allenatore di calcio e ex calciatore francese (Parigi, n. 1986)
- Geoff Scott, allenatore di calcio e calciatore inglese (Birmingham, n. 1956 - † 2018)
- Geoffrey Tréand, allenatore di calcio e ex calciatore francese (Annemasse, n. 1986)
- Geoff Vowden, allenatore di calcio e ex calciatore inglese (Barnsley, n. 1941)

## Astronomi(1)
- Geoffrey Marcy, astronomo statunitense (St. Clair Shores, n. 1954)

## Atleti paralimpici(1)
- Geoff Trappett, ex atleta paralimpico australiano (Brisbane, n. 1979)

## Attori(16)
- Geoffrey Arend, attore statunitense (New York, n. 1978)
- Geoffrey Blake, attore statunitense (Baltimora, n. 1962)
- Geoffrey Cantor, attore statunitense (California)
- Geoffrey Copleston, attore britannico (Manchester, n. 1921 - Roma, † 1999)
- Geoffrey Couët, attore francese (Nantes, n. 1988)
- Geoffrey Holder, attore, coreografo e regista teatrale trinidadiano (Port of Spain, n. 1930 - New York, † 2014)
- Geoffrey Horne, attore statunitense (Buenos Aires, n. 1933)
- Geoffrey Hughes, attore britannico (Wallasey, n. 1944 - Isola di Wight, † 2012)
- Geoffrey Keen, attore britannico (Wallingford, n. 1916 - Northwood, † 2005)
- Geoffrey Lewis, attore statunitense (San Diego, n. 1935 - Los Angeles, † 2015)
- Geoffrey Lower, attore statunitense (Casper, n. 1963)
- Geoffrey Owens, attore statunitense (Brooklyn, n. 1961)
- Geoff Pierson, attore statunitense (Chicago, n. 1949)
- Geoffrey Rush, attore australiano (Toowoomba, n. 1951)
- Geoff Stults, attore e ex giocatore di football americano statunitense (Detroit, n. 1977)
- Geoffrey Wigdor, attore statunitense (New York, n. 1982)

## Attrici(1)
- Karen Dior, attrice, regista e scrittrice statunitense (n. 1967 - † 2004)

## Aviatori(1)
- Geoffrey de Havilland, aviatore e pioniere dell'aviazione britannico (Haslemere, n. 1882 - Watford, † 1965)

## Bassisti(1)
- Klaus Flouride, bassista statunitense (Detroit, n. 1949)

## Bobbisti(2)
- Geoffrey Gadbois, bobbista statunitense (n. 1994)
- Geoffrey Mason, bobbista statunitense (Filadelfia, n. 1902 - East Providence, † 1987)

## Calciatori(22)
- Geoffrey Agbolossou, calciatore togolese (Dortmund, n. 2000)
- Geoff Bent, calciatore inglese (Salford, n. 1932 - Monaco di Baviera, † 1958)
- Geoffrey Bradford, calciatore inglese (Bristol, n. 1927 - Bristol, † 1994)
- Geoff Cameron, ex calciatore statunitense (Attleboro, n. 1985)
- Geoffrey Castillion, calciatore olandese (Amsterdam, n. 1991)
- Geoffrey Chinedu, calciatore nigeriano (Lagos, n. 1997)
- Geoffrey Claeys, ex calciatore belga (Bruges, n. 1974)
- Geoff Davies, ex calciatore inglese (Ellesmere Port, n. 1947)
- Geoffrey Dernis, ex calciatore francese (Grande-Synthe, n. 1980)
- Geoffrey Doumeng, ex calciatore francese (Narbona, n. 1980)
- Geoffrey Franzoni, calciatore francese (n. 1991)
- Geoffrey Gete, calciatore vanuatuano (n. 1986)
- Geoff Hurst, ex calciatore e allenatore di calcio britannico (Ashton-under-Lyne, n. 1941)
- Geoffrey Kizito, calciatore ugandese (Kampa, n. 1993)
- Geoffrey Kondogbia, calciatore francese (Nemours, n. 1993)
- Geoffrey Lembet, calciatore francese (Villeneuve-Saint-Georges, n. 1988)
- Geoffrey Malfleury, calciatore francese (Aubervilliers, n. 1988)
- Geoffrey Mujangi Bia, calciatore congolese (Repubblica Democratica del Congo) (Kinshasa, n. 1989)
- Geoffrey Sserunkuma, calciatore ugandese (Kampala, n. 1983)
- Geoff Strong, calciatore inglese (Kirkheaton, n. 1937 - Southport, † 2013)
- Geoffrey Su'a, calciatore samoano americano (n. 1987)
- Geoffrey Tulasne, ex calciatore francese (Péronne, n. 1988)

## Canottieri(2)
- Geoffrey Carr, canottiere britannico (Battersea, n. 1886 - Ealing, † 1969)
- Geoffrey Taylor, canottiere canadese (Toronto, n. 1890 - Ypres, † 1915)

## Cantanti(2)
- John Balance, cantante, compositore e musicista britannico (Mansfield, n. 1962 - † 2004)
- Jeff Beck, cantante e chitarrista britannico (Londra, n. 1944 - Wadhurst, † 2023)

## Cantautori(2)
- Geoffrey Gurrumul Yunupingu, cantautore, musicista e polistrumentista australiano (n. 1971 - † 2017)
- Prince Royce, cantautore statunitense (New York, n. 1989)

## Cestisti(5)
- Geoffrey Groselle, cestista statunitense (Plano, n. 1993)
- Geoff Heskett, cestista australiano (Melbourne, n. 1929 - Melbourne, † 2023)
- Geoff Huston, ex cestista statunitense (Brooklyn, n. 1957)
- Geoff Owens, ex cestista statunitense (Voorhees, n. 1978)
- Geoff Petrie, ex cestista e dirigente sportivo statunitense (Darby, n. 1948)

## Chimici(1)
- Geoffrey Wilkinson, chimico britannico (Todmorden, n. 1921 - Londra, † 1996)

## Chitarristi(1)
- Geoff Whitehorn, chitarrista, cantante e compositore britannico (Londra, n. 1951)

## Ciclisti su strada(2)
- Geoffrey Bouchard, ciclista su strada francese (Digione, n. 1992)
- Geoffrey Soupe, ciclista su strada francese (Viriat, n. 1988)

## Compositori(1)
- Geoff Zanelli, compositore statunitense (Westminster, n. 1974)

## Diplomatici(2)
- Geoffrey Harrison, diplomatico inglese (Southsea, n. 1908 - † 1990)
- Geoffrey Jackson, diplomatico e scrittore britannico (n. 1915 - † 1987)

## Direttori d'orchestra(1)
- Geoffrey Simon, direttore d'orchestra australiano (Adelaide, n. 1946)

## Direttori della fotografia(1)
- Geoffrey Unsworth, direttore della fotografia britannico (Atherton, n. 1914 - Parigi, † 1978)

## Economisti(1)
- Geoff Harcourt, economista australiano (Melbourne, n. 1931 - Adelaide, † 2021)

## Filologi(1)
- Geoffrey Kirk, filologo classico britannico (Nottingham, n. 1921 - Cambridge, † 2003)

## Filosofi(1)
- Geoffrey Warnock, filosofo inglese (Leeds, n. 1923 - Axford, † 1995)

## Fisici(5)
- Geoffrey Burbidge, fisico britannico (Chipping Norton, n. 1925 - San Diego, † 2010)
- Geoffrey Chew, fisico statunitense (Washington, n. 1924 - Berkeley, † 2019)
- Geoffrey A. Landis, fisico e ingegnere statunitense (Detroit, n. 1955)
- Geoffrey Ingram Taylor, fisico inglese (Londra, n. 1886 - Cambridge, † 1975)
- Geoffrey West, fisico britannico (Taunton, n. 1940)

## Generali(4)
- Geoffrey Barton, generale inglese (Stoccarda, n. 1844 - Dumfries, † 1922)
- Geoffrey Feilding, generale inglese (n. 1866 - † 1932)
- Desmond Fitzpatrick, generale inglese (Aldershot, n. 1912 - † 2002)
- Geoffrey Keyes, generale statunitense (Fort Bayard, n. 1888 - Fort Bayard, † 1967)

## Hockeisti su ghiaccio(2)
- Geoffrey Holmes, hockeista su ghiaccio britannico (Toronto, n. 1894 - Woking, † 1964)
- Geoffrey Vauclair, ex hockeista su ghiaccio svizzero (Courtemaîche, n. 1977)

## Ingegneri(1)
- Geoff Willis, ingegnere britannico (Southampton, n. 1959)

## Inventori(1)
- Geoffrey Pyke, inventore e educatore britannico (Londra, n. 1893 - Londra, † 1948)

## Magistrati(2)
- Geoffrey A. Henderson, giudice trinidadiano (Trinidad e Tobago, n. 1961)
- Geoffrey Lawrence, magistrato e nobile britannico (Builth Wells, n. 1880 - Malmesbury, † 1971)

## Maratoneti(3)
- Geoffrey Kamworor, maratoneta e mezzofondista keniota (n. 1992)
- Geoffrey Kirui, maratoneta e mezzofondista keniota (n. 1993)
- Geoffrey Mutai, maratoneta e mezzofondista keniota (Mumberes, n. 1981)

## Medici(1)
- Geoffrey Keynes, medico, chirurgo e scrittore inglese (Cambridge, n. 1887 - Cambridge, † 1982)

## Mezzofondisti(1)
- Geoffrey Rono, mezzofondista keniota (n. 1987)

## Micologi(1)
- Geoffrey Clough Ainsworth, micologo britannico (Birmingham, n. 1905 - Derby, † 1998)

## Militari(1)
- Geoffrey Charles Tasker Keyes, militare britannico (Aberdour, n. 1917 - Beda Littoria, † 1941)

## Musicisti(2)
- Geoff Barrow, musicista e produttore discografico britannico (Walton in Gordano, n. 1971)
- Geoffrey Oryema, musicista e cantante ugandese (Soroti, n. 1953 - Lorient, † 2018)

## Nobili(1)
- Geoffrey de Mandeville, I conte di Essex, nobile britannico († 1144)

## Nuotatori(2)
- Geoff Huegill, ex nuotatore australiano (Gove, n. 1979)
- Geoff Shipton, ex nuotatore australiano (Sydney, n. 1941)

## Pattinatori artistici su ghiaccio(1)
- Geoffrey Hall-Say, pattinatore artistico su ghiaccio britannico (n. 1864 - † 1940)

## Pesisti(1)
- Geoff Capes, ex pesista e atleta di forza britannico (Holbeach, n. 1949)

## Pianisti(1)
- Geoffrey Parsons, pianista australiano (Sydney, n. 1929 - Londra, † 1995)

## Piloti automobilistici(2)
- Geoff Bodine, ex pilota automobilistico statunitense (Chemung, n. 1949)
- Geoff Crossley, pilota automobilistico britannico (Baslow, n. 1921 - Headington, † 2002)

## Piloti motociclistici(1)
- Geoff Duke, pilota motociclistico britannico (St. Helens, n. 1923 - Isola di Man, † 2015)

## Poeti(3)
- Geoffrey Grigson, poeta britannico (Pelynt, n. 1905 - Broad Town, † 1985)
- Geoffrey Hill, poeta britannico (Bromsgrove, n. 1932 - † 2016)
- Geoffrey Bache Smith, poeta britannico (Regno Unito, n. 1894 - Francia, † 1916)

## Polistrumentisti(1)
- Geoffrey Richardson, polistrumentista, compositore e produttore discografico britannico (Hinckley, n. 1950)

## Politici(7)
- Geoffrey Taylour, IV marchese di Headfort, politico e ufficiale irlandese (n. 1878 - † 1943)
- Geoff Duncan, politico e ex giocatore di baseball statunitense (New Kensington, n. 1975)
- Geoffrey FitzPeter, I conte di Essex, politico britannico (n. 1162 - † 1213)
- Geoffrey Onyeama, politico e avvocato nigeriano (Enugu, n. 1956)
- Geoffrey Palmer, politico neozelandese (Nelson, n. 1942)
- Geoffrey Rufus, politico e vescovo inglese (Durham, † 1141)
- Geoffrey Van Orden, politico britannico (Waterlooville, n. 1945)

## Presbiteri(1)
- Geoffrey W. Bromiley, presbitero, storico e teologo inglese (Lancashire, n. 1895 - Santa Barbara, † 2009)

## Produttori discografici(1)
- Geoff Westley, produttore discografico, compositore e direttore d'orchestra britannico (Londra, n. 1949)

## Psicologi(1)
- Geoffrey Hinton, psicologo e informatico britannico (Wimbledon, n. 1947)

## Registi(4)
- Geoffrey Jones, regista britannico (Londra, n. 1931 - † 2005)
- Geoff Murphy, regista neozelandese (Wellington, n. 1938 - Wellington, † 2018)
- Geoffrey Sax, regista britannico (Barnet, n. 1949)
- Geoffrey Wright, regista e sceneggiatore australiano (Melbourne, n. 1959)

## Rugbisti a 15(3)
- Geoff Cooke, ex rugbista a 15, allenatore di rugby a 15 e dirigente sportivo britannico (n. 1941)
- Geoffrey Doumayrou, rugbista a 15 francese (Montpellier, n. 1989)
- Geoff Parling, ex rugbista a 15 e allenatore di rugby a 15 britannico (Stockton-on-Tees, n. 1983)

## Sceneggiatori(1)
- Geoffrey Fletcher, sceneggiatore e regista statunitense (New London, n. 1970)

## Sciatori alpini(1)
- Geoffrey Stephenson, ex sciatore alpino statunitense (n. 1979)

## Scrittori(7)
- Geoffrey Ashe, scrittore e storico britannico (Londra, n. 1923 - Glastonbury, † 2022)
- Geoffrey Chaucer, scrittore e poeta inglese (Londra, n. 1343 - Londra, † 1400)
- Geoffrey Holiday Hall, scrittore statunitense (Santa Cruz, n. 1913 - † 1981)
- Geoffrey Household, scrittore inglese (Bristol, n. 1900 - † 1988)
- Geoff Ryman, scrittore canadese (Canada, n. 1951)
- Geoffrey Trease, scrittore britannico (Nottingham, n. 1909 - Bath, † 1998)
- Geoffrey Willans, scrittore e sceneggiatore britannico (n. 1911 - † 1958)

## Siepisti(1)
- Geoffrey Kirwa, siepista keniota (n. 2001)

## Statistici(1)
- Geoffrey Watson, statistico australiano (Bendigo, n. 1921 - Filadelfia, † 1998)

## Storici(3)
- Geoffrey Barraclough, storico britannico (n. 1908 - † 1984)
- Geoffrey Rudolph Elton, storico britannico (Tubinga, n. 1921 - † 1994)
- Goffrey E. R. Lloyd, storico britannico (Swansea, n. 1933)

## Storici dell'architettura(1)
- Geoffrey Scott, storico dell'architettura e poeta inglese (Hampstead, n. 1884 - New York, † 1929)

## Tastieristi(1)
- Geoff Downes, tastierista e produttore discografico britannico (Stockport, n. 1952)

## Tennisti(3)
- Geoffrey Blancaneaux, tennista francese (Parigi, n. 1998)
- Geoff Brown, tennista australiano (Murrurundi, n. 1924 - † 2001)
- Geoffrey Paish, tennista britannico (Croydon, n. 1922 - † 2008)

## Teosofi(1)
- Geoffrey Hodson, teosofo, esoterista e scrittore britannico (Lincolnshire, n. 1886 - Auckland, † 1983)

## Vescovi anglicani(1)
- Geoffrey Fisher, vescovo anglicano britannico (Nuneaton, n. 1887 - Sherborne, † 1972)

## Violinisti(1)
- Geoffrey Grey, violinista, direttore d'orchestra e compositore britannico (Gipsy Hill, n. 1934)

## Senza attività specificata(1)
- Geoff Emerick, tecnico del suono britannico (Londra, n. 1945 - Los Angeles, † 2018)